# Ernst Rosell
Ernst Oscar Rosell (Jönköping, 3 december 1881 - Bankeryd, 26 juli 1953) was een Zweeds schutter.

## Carrière
Rosell won tijdens de Olympische Spelen van 1908 in het Britse Londen de gouden medaille met het Zweedse team op het onderdeel lopend hert enkelschot.

### Olympische Zomerspelen
| Jaar | Plaats | Resultaten                                                                              |
| ---- | ------ | --------------------------------------------------------------------------------------- |
| 1908 | Londen | Lopend hert, enkelschot team · 11 Lopend hert, enkelschot · 8e Lopend hert, dubbelschot |